# Stillwater (Nowa Zelandia)
Stillwater – miasto w Nowej Zelandii, na Wyspie Północnej, w regionie Auckland.